# Roi pêcheur
Pour les articles homonymes, voir Le Roi pêcheur (homonymie).
 (février 2017).
Si vous disposez d'ouvrages ou d'articles de référence ou si vous connaissez des sites web de qualité traitant du thème abordé ici, merci de compléter l'article en donnant les références utiles à sa vérifiabilité et en les liant à la section « Notes et références ».
Le Roi pêcheur, ou Roi blessé (en vieux français le Roi Méhaigné), figure dans la légende arthurienne comme le dernier d'une lignée chargée de veiller sur le Saint Graal. Dans les textes du Moyen Âge tardif, on le qualifie de ce fait souvent de « Riche Roi Pêcheur » en référence à l'inestimable trésor dont il assure la garde (un trésor spirituel plus que matériel).
Le récit de son histoire varie largement, mais il est à chaque fois blessé aux jambes ou à l'aine, et incapable de se mouvoir seul. Depuis sa blessure, son royaume semble partager ses souffrances, comme si l'infirmité du roi rendait la terre stérile. C'est le mythe de la Terre désolée. Il ne lui reste plus rien à faire que de pêcher dans la rivière auprès de son château de Corbenic. De tous les horizons, les chevaliers accourent afin de soigner le Roi pêcheur mais seul l'élu, le « bon chevalier », peut accomplir ce miracle. Dans les premiers récits, Perceval est souvent assimilé au « bon chevalier » mais la légende la plus connue serait que ce soit le fils de Lancelot du lac, Galaad, accompagné de Gauvain et de Bohort qui le découvrit.

## Origine du nom
On attribue au « Roi pêcheur » diverses origines, qui ne s'excluent pas les unes par rapport aux autres.
- Symbolique chrétienne primitive : le poisson symbolise le Christ ; certains des premiers apôtres étaient des pêcheurs jusqu'à ce que Jésus les envoie à travers le monde comme « pêcheurs d’hommes » (Mt 4, 19; Mc 1, 17).
- Mythologie celtique : la mythologie irlandaise évoque le Saumon de la sagesse.
- Un jeu sur les mots : en français, les mots « pêcheur » et « pécheur » (celui qui commet le péché) sont quasiment identiques.
- D'après Goulven Péron, dans L'influence d'Ovide sur la visite de Perceval au château du Roi Pêcheur, le terme pourrait être emprunté aux Métamorphoses d'Ovide et notamment à la métamorphose de Mnestra, la fille d'Érysichthon, en pêcheur.
- D'après Julius Evola, dans Le Mystère du Graal, le Roi pêcheur peut être vu comme le roi qui recherche le « bon chevalier » parmi les hommes, un pêcheur d'homme en quelque sorte.

## Origine celtique
Bien qu'il apparaisse pour la première fois dans Perceval, le Roi pêcheur trouve ses racines dans la mythologie celtique. Il pourrait s'agir d'une figure plus ou moins dérivée de Nodens, dieu des morts, qui pêchait les âmes des morts telles des poissons, et/ou de Bran le Béni, personnage des Triades galloises. Bran le Béni possède un chaudron pouvant redonner vie — de manière imparfaite il est vrai — qu'il offre comme cadeau au mariage de sa sœur Branwen et du roi d'Irlande Matholwch. Par la suite, il déclare la guerre aux Irlandais et est blessé au pied ou à la jambe – le chaudron est détruit. Il ordonne à ses compagnons de couper sa tête et de la rapporter en Grande-Bretagne. La tête séparée de son corps continue à parler et leur tient compagnie durant tout le voyage. La troupe arrive au château de Grassholm, une petite île galloise, où les hommes passent quatre-vingt années dans la joie et l'abondance. Ils décident finalement de repartir et ramènent la tête de leur chef jusqu'à Londres.
En comparaison, dans le conte du Mabinogion Culhwch et Olwen, les hommes d'Arthur doivent aller jusqu'en Irlande pour y récupérer un chaudron magique. Le poème gallois The Spoils of Annwn (Le Butin d'Annwn) relate la quête similaire d'un mystérieux chaudron.
Dans le roman gallois Peredur, qui se base sur le récit de Chrétien de Troyes tout en apportant de nombreuses évolutions, le Graal a totalement été abandonné. Le personnage du Roi pêcheur, même s'il n'est plus nommé ainsi, apparaît et présente à Peredur une tête coupée sur un plateau. Ce dernier apprend ensuite qu'il a des liens de consanguinité avec ce roi, et que la tête coupée est celle de son cousin, dont il devra venger la mort.
Mais le Roi pêcheur fait surtout penser au Dagda de la mythologie celtique irlandaise, dont le chaudron était aussi l’un des talismans. Ce dieu-druide était le plus important de la hiérarchie divine des Tuatha Dé Danann, juste après Lug le Polytechnicien. Sa blessure et son infirmité représentent sa déchéance par le christianisme et la « Terre Gaste », la désolation des anciens temps, voués au paganisme.

## Chez Chrétien de Troyes
Chez Chrétien de Troyes, le Roi pêcheur et Pellès ne font qu'un, mais dans d'autres légendes, il y a le Roi pêcheur et le Roi blessé — un père (ou grand-père) et son fils — vivant dans le même château et protégeant le Graal. Le père, plus sérieusement blessé, reste au château et n'est d'ailleurs qu'évoqué car il n'apparaît dans aucune scène des différents récits, uniquement gardé en vie par le pouvoir du Graal, alors que le fils, plus alerte, peut accueillir les invités et aller pêcher. Afin de faciliter la compréhension tout au long de l'article, le père sera appelé le « Roi blessé » et le fils le « Roi pêcheur ». Ces deux personnages sont notamment présents dans les textes de Robert de Boron.
Le Roi pêcheur apparaît pour la première fois dans le roman inachevé de Chrétien de Troyes, Perceval ou le Conte du Graal, aux environs de 1180. Ni sa blessure ni celle de son père ne sont expliquées, mais Perceval découvre par la suite que les rois auraient été guéris s'il les avait questionnés sur le Graal, alors que son tuteur lui avait enseigné de ne point poser trop de questions. Perceval apprend qu'il est lié aux deux rois par sa mère, la fille du Roi blessé. Le récit s'interrompt avant le retour de Perceval au château qui abrite le Graal.
Chrétien de Troyes ne désigne jamais l'objet de la quête par le terme de Saint Graal. Il semble donc clair qu'il a utilisé le mot Graal en sachant que l'objet serait familier au lecteur. Ce n'est pas avant Robert de Boron (voir ci-dessous) que le Graal est lié à Jésus. De la même manière, des auteurs plus tardifs ont associé la Sainte Lance, utilisée par le centurion romain Longinus qui a blessé Jésus au flanc et sur laquelle se trouvait le sang du Christ, à la Lance de la Destinée.

## Dans la littérature médiévale après Chrétien de Troyes
L'évolution suivante du Roi pêcheur se trouve dans Joseph d'Arimathie de Robert de Boron, qui établit la première connexion entre le Graal et Jésus-Christ. Ici, le « riche pêcheur » est appelé « Bron », nom assez semblable à celui de Bran pour suggérer une relation. Il est également décrit comme le beau-frère de Joseph d'Arimathie, ce dernier ayant recueilli le sang du Christ grâce au calice. Joseph découvre une communauté religieuse qui voyage jusqu'en Grande-Bretagne, où il confie le Graal à Bron, appelé le « riche pêcheur ». Bron, appelé ainsi car il attrape le poisson qui nourrit toute la table du Graal, trouve ensuite la lignée des gardiens du Graal dont Perceval ferait partie.
Dans le Didot-Perceval, qui serait la transposition en prose d'un travail perdu de Robert de Boron, Bron est appelé le « Roi pêcheur » et son histoire est relatée alors que Perceval revient à son château pour en découvrir plus sur le mystère de la guérison du roi. Ce dernier est ici présenté comme le Grand-père de Perceval et non comme son oncle maternel comme dans les œuvres précédentes. 
Wolfram von Eschenbach s'appuie sur l'histoire de Chrétien de Troyes et l'étend largement dans son roman épique Parzival. Il retravaille le concept du graal et la communauté qui l'entoure, en nommant notamment des personnages que l'auteur initial avait laissés dans l'anonymat : le Roi blessé est « Titurel » et le Roi pêcheur « Anfortas ».
Le cycle associant le Graal et Lancelot va plus en avant dans l'histoire qui entoure le Roi pêcheur, dont de nombreux parents auraient été blessés pour leurs échecs. Les deux seuls rois survivant à l'époque arthurienne sont Pellam (ou Pelleham), le roi blessé, et Pellès, qui fomente la naissance de Galahad en amenant Lancelot à convoler avec sa fille Élaine de Corbénic (cette dernière prenant sous l'effet d'un sort de Brisène l'enchanteresse les traits de Guenièvre). Selon la prophétie, Galaad découvrira le Graal et ramènera à la vie la Terre désolée.
Dans le Roman du Graal, aussi appelé « cycle Post-Vulgate » de même que dans Le Morte d'Arthur de Sir Thomas Malory (écrit vers 1470), le Roi pêcheur Pellam est blessé par le seigneur Balin, qui pour se défendre face au roi enragé lui inflige le « coup douloureux », avec la Lance de la Destinée. Pellam et son royaume doivent alors traverser une période de désolation jusqu'à la venue de Galahad. Chez Malory, quatre personnages, dont certains se recoupent sans doute, correspondent au Roi blessé ou au Roi pêcheur.
1. Le roi Pellam, blessé par Balin, comme dans le Roman du Graal.
2. Le roi Pellès, grand-père de Galahad, décrit comme le « roi mutilé ». Dans un passage, il est clairement identifié comme étant Pellam ; en revanche, dans un autre passage, les circonstances dans lesquelles il a été blessé sont différentes.
3. Le roi Pescheour ou Petchere, seigneur du château du Graal, qui n'apparaît vraiment dans aucune scène (en tout cas pas sous ce nom), doit sans doute son existence à une erreur de Malory, qui aura pris l'épithète « le Roi Pêcheur » en français pour un nom. Néanmoins, Malory le distingue clairement de Pellès.
4. Un roi mutilé anonyme, cloué au lit, soigné par Galahad à l'apogée de la quête du Graal. Il est lui aussi clairement distingué de Pellès, qui dans le passage vient juste d'être envoyé hors de la pièce, et qui en tout cas est capable de se déplacer.

Il semblerait que Malory ne souhaitait qu'un seul Roi mutilé, blessé par Balin et souffrant jusqu'à ce que son petit-fils Galahad le guérisse, mais il n'a jamais réussi à concilier toutes ses sources.
Dans certaines versions, le roi blessé se nomme Evalac/Mordrain, d'après le nom du roi de Sarras qui avait accueilli Joseph.

## Œuvres modernes inspirées de la légende

### Musique
- Wagner met en scène le Roi pêcheur dans son opéra Parsifal, composé d'après le livre homonyme de Wolfram von Eschenbach.
- Le deuxième mouvement d'Harmonielehre de John Coolidge Adams, intitulé The Anfortas Wound (la blessure d'Anfortas).

### Littérature
- T. S. Eliot parle abondamment du Roi pêcheur dans son poème The Waste Land (La Terre vaine).
- Le Roi pêcheur est l'unique pièce de théâtre de Julien Gracq (José Corti, 1948).
- On rencontre le Roi pêcheur dans divers romans comme ceux de C. S. Lewis (Cette hideuse puissance), Paule Marshall (The Fisher King: A Novel), Tim Powers (la « Trilogie du Roi pêcheur », qui commence avec Poker d'âmes).
- Dans le Cycle de Pendragon de Stephen Lawhead, le roi pêcheur est le surnom d'Avallach, roi de Sarras en Atlantide, installé dans le sud de la Bretagne après que son continent eut été englouti. Devenu chrétien, il est le gardien du Graal que seuls Merlin, Arthur, Bors, Perceval et Galaad pourront contempler.
- Le Roi pêcheur est un personnage apparaissant dans la saga du Sorceleur d'Andrzej Sapkowski ainsi que dans le jeu vidéo qui en est inspiré (The Witcher) ; il ne parle pas et vit dans une petite cabane au bord du lac d'Eaux-Troubles, ville qu'il protège avec la Dame du Lac.
- Dans Small World (Un tout petit monde) de David Lodge, le vieux critique littéraire Arthur Kingfisher est impuissant et incapable de rien produire, jusqu'à ce que le personnage principal, Persse (Perceval) lui pose une question qui fait « sortir Arthur Kingfisher de sa léthargie ». Toute la diégèse et l'onomastique du roman de David Lodge sont fondées sur la référence à la quête du Graal et aux légendes arthuriennes.

### Cinéma
- Le Roi pêcheur (The Fisher King), film de Terry Gilliam sorti en 1991 avec Robin Williams et Jeff Bridges, qui adapte à l'époque moderne la version de Chrétien de Troyes.

### Bande dessinée
- La série Mage de Matt Wagner.
- Le tome trois de Merlin de Joann Sfar, où le Roi pêcheur est représenté comme le grand-père de Merlin alors enfant, ce dernier aura même l'occasion de boire dans le Saint Graal.
- Perceval de Anne-Caroline Pandolfo et Terkel Risbjerg.